# 张璐瑶
张璐瑶（1992年4月12日—），汉族，是出生于安徽省淮南市的中国内地女演员。曾为礼仪小姐，因获得“华美”国际胸模大赛冠军而在2013年正式出道。代表作品有《布衣天下》及《LOVE双重奏》。

## 演艺生涯
2016年，出道作《布衣天下》于央视一套播出，她在剧中饰演富家女白云朵。同年，与贾乃亮、王子文等人合作出演的都市情感剧《何所冬暖，何所夏凉》也正式播出。除此之外，张璐瑶有份参演的多部网络电影也在同年一一上线。
2017年，与王志文、俞飞鸿等人共同演出《风雨送春归》，饰演崔莉。5月28日，领衔主演的2018年青春励志喜剧片《超模教练》在北京正式开机，她在片中饰演模特林一清。8月，张璐瑶在都市爱情喜剧《我的早更女友》中饰演霸道女总尹姜。
2018年，张璐瑶主演抗战动作片《血战迷魂岭》，该片于2020年上映。同年6月，网络播放量达到6亿次的刑侦悬疑剧《骨语》播出，剧中角色为超模姚琪。其他作品如《天盛长歌》、《云南虫谷》等也先后播出。
2020年，张璐瑶在热播剧《三十而已》中饰演许幻山的员工李可。2021年，主演的犯罪悬疑片《火山地狱》正式上映。

## 影视作品

### 微电影
| 年份 | 电影名称   | 角色 | 备注 |
| ---- | ---------- | ---- | ---- |
| 2015 | 奶爸的谎言 |      |      |

## 奖项与提名

### 影视
| 年份 | 颁奖典礼/电影节    | 单元                       | 入围作品     | 结果 | 来源  |
| ---- | ------------------ | -------------------------- | ------------ | ---- | ----- |
| 2020 | 蒙哥马利国际电影节 | “一种关注”单元"最佳女配角" | 《火山地狱》 | 獲獎 | [ 2 ] |

### 选美
- 2012年江淮和悦杯安徽电视汽车模特大赛冠军（获奖）
- 2013年“华美”国际胸模大赛冠军（获奖）